# Milano Repubblica
Milano Repubblica (włoski: Stazione di Milano Repubblica) – przystanek kolejowy w Mediolanie, w regionie Lombardia, we Włoszech. Znajdują się tu 2 perony.
Znajduje się tu również stacja metra.